# Demonax parilis
Demonax parilis är en skalbaggsart som beskrevs av Holzschuh 1995. Demonax parilis ingår i släktet Demonax och familjen långhorningar. Inga underarter finns listade i Catalogue of Life.